# Kajzaze
Kajzaze (nemško Edling) je naselje v Občini Bilčovs v Okraju Celovec-dežela na Koroškem v Avstriji.